# Liste des titres musicaux numéro un au Royaume-Uni en 1984
Cette page liste les titres classés no 1 des ventes de disques au Royaume-Uni pour l'année 1984 selon The Official Charts Company.
Les classements hebdomadaires sont issus des UK Singles Chart et UK Albums Chart.

## Classement des singles
| №  | Date         | Artiste                   | Titre                           | Référence |
| -- | ------------ | ------------------------- | ------------------------------- | --------- |
| 1  | 1er janvier  | The Flying Pickets        | Only You                        |           |
| 2  | 8 janvier    | Paul McCartney            | Pipes of Peace                  |           |
| 3  | 15 janvier   | Paul McCartney            | Pipes of Peace                  |           |
| 4  | 22 janvier   | Frankie Goes to Hollywood | Relax                           |           |
| 5  | 29 janvier   | Frankie Goes to Hollywood | Relax                           |           |
| 6  | 5 février    | Frankie Goes to Hollywood | Relax                           |           |
| 7  | 12 février   | Frankie Goes to Hollywood | Relax                           |           |
| 8  | 19 février   | Frankie Goes to Hollywood | Relax                           |           |
| 9  | 26 février   | Nena                      | 99 Red Balloons                 |           |
| 10 | 4 mars       | Nena                      | 99 Red Balloons                 |           |
| 11 | 11 mars      | Nena                      | 99 Red Balloons                 |           |
| 12 | 18 mars      | Lionel Richie             | Hello                           |           |
| 13 | 25 mars      | Lionel Richie             | Hello                           |           |
| 14 | 1er avril    | Lionel Richie             | Hello                           |           |
| 15 | 8 avril      | Lionel Richie             | Hello                           |           |
| 16 | 15 avril     | Lionel Richie             | Hello                           |           |
| 17 | 22 avril     | Lionel Richie             | Hello                           |           |
| 18 | 29 avril     | Duran Duran               | The Reflex                      |           |
| 19 | 6 mai        | Duran Duran               | The Reflex                      |           |
| 20 | 13 mai       | Duran Duran               | The Reflex                      |           |
| 21 | 20 mai       | Duran Duran               | The Reflex                      |           |
| 22 | 27 mai       | Wham!                     | Wake Me Up Before You Go-Go     |           |
| 23 | 3 juin       | Wham!                     | Wake Me Up Before You Go-Go     |           |
| 24 | 10 juin      | Frankie Goes to Hollywood | Two Tribes                      |           |
| 25 | 17 juin      | Frankie Goes to Hollywood | Two Tribes                      |           |
| 26 | 24 juin      | Frankie Goes to Hollywood | Two Tribes                      |           |
| 27 | 1er juillet  | Frankie Goes to Hollywood | Two Tribes                      |           |
| 28 | 8 juillet    | Frankie Goes to Hollywood | Two Tribes                      |           |
| 29 | 15 juillet   | Frankie Goes to Hollywood | Two Tribes                      |           |
| 30 | 22 juillet   | Frankie Goes to Hollywood | Two Tribes                      |           |
| 31 | 29 juillet   | Frankie Goes to Hollywood | Two Tribes                      |           |
| 32 | 5 août       | Frankie Goes to Hollywood | Two Tribes                      |           |
| 33 | 12 août      | George Michael            | Careless Whisper                |           |
| 34 | 19 août      | George Michael            | Careless Whisper                |           |
| 35 | 26 août      | George Michael            | Careless Whisper                |           |
| 36 | 2 septembre  | Stevie Wonder             | I Just Called to Say I Love You |           |
| 37 | 9 septembre  | Stevie Wonder             | I Just Called to Say I Love You |           |
| 38 | 16 septembre | Stevie Wonder             | I Just Called to Say I Love You |           |
| 39 | 23 septembre | Stevie Wonder             | I Just Called to Say I Love You |           |
| 40 | 30 septembre | Stevie Wonder             | I Just Called to Say I Love You |           |
| 41 | 7 octobre    | Stevie Wonder             | I Just Called to Say I Love You |           |
| 42 | 14 octobre   | Wham!                     | Freedom                         |           |
| 43 | 21 octobre   | Wham!                     | Freedom                         |           |
| 44 | 28 octobre   | Wham!                     | Freedom                         |           |
| 45 | 4 novembre   | Chaka Khan                | I Feel for You                  |           |
| 46 | 11 novembre  | Chaka Khan                | I Feel for You                  |           |
| 47 | 18 novembre  | Chaka Khan                | I Feel for You                  |           |
| 48 | 25 novembre  | Jim Diamond               | I Should Have Known Better      |           |
| 49 | 2 décembre   | Frankie Goes to Hollywood | The Power of Love               |           |
| 50 | 9 décembre   | Band Aid                  | Do They Know It's Christmas?    |           |
| 51 | 16 décembre  | Band Aid                  | Do They Know It's Christmas?    |           |
| 52 | 23 décembre  | Band Aid                  | Do They Know It's Christmas?    |           |
| 53 | 30 décembre  | Band Aid                  | Do They Know It's Christmas?    |           |

## Classement des albums
| №  | Date         | Artiste                    | Titre                           | Référence |
| -- | ------------ | -------------------------- | ------------------------------- | --------- |
| 1  | 1er janvier  | Compilation                | Now That's What I Call Music    |           |
| 2  | 8 janvier    | Paul Young                 | No Parlez                       |           |
| 3  | 15 janvier   | Compilation                | Now That's What I Call Music    |           |
| 4  | 22 janvier   | Michael Jackson            | Thriller                        |           |
| 5  | 29 janvier   | Eurythmics                 | Touch                           |           |
| 6  | 5 février    | Eurythmics                 | Touch                           |           |
| 7  | 12 février   | Simple Minds               | Sparkle in the Rain             |           |
| 8  | 19 février   | Thompson Twins             | Into the Gap                    |           |
| 9  | 26 février   | Thompson Twins             | Into the Gap                    |           |
| 10 | 4 mars       | Thompson Twins             | Into the Gap                    |           |
| 11 | 11 mars      | Howard Jones               | Human's Lib                     |           |
| 12 | 18 mars      | Howard Jones               | Human's Lib                     |           |
| 13 | 25 mars      | Lionel Richie              | Can't Slow Down                 |           |
| 14 | 1er avril    | Lionel Richie              | Can't Slow Down                 |           |
| 15 | 8 avril      | Compilation                | Now That's What I Call Music II |           |
| 16 | 15 avril     | Compilation                | Now That's What I Call Music II |           |
| 17 | 22 avril     | Compilation                | Now That's What I Call Music II |           |
| 18 | 29 avril     | Compilation                | Now That's What I Call Music II |           |
| 19 | 6 mai        | Compilation                | Now That's What I Call Music II |           |
| 20 | 13 mai       | Bob Marley and the Wailers | Legend                          |           |
| 21 | 20 mai       | Bob Marley and the Wailers | Legend                          |           |
| 22 | 27 mai       | Bob Marley and the Wailers | Legend                          |           |
| 23 | 3 juin       | Bob Marley and the Wailers | Legend                          |           |
| 24 | 10 juin      | Bob Marley and the Wailers | Legend                          |           |
| 25 | 17 juin      | Bob Marley and the Wailers | Legend                          |           |
| 26 | 24 juin      | Bob Marley and the Wailers | Legend                          |           |
| 27 | 1er juillet  | Bob Marley and the Wailers | Legend                          |           |
| 28 | 8 juillet    | Bob Marley and the Wailers | Legend                          |           |
| 29 | 15 juillet   | Bob Marley and the Wailers | Legend                          |           |
| 30 | 22 juillet   | Bob Marley and the Wailers | Legend                          |           |
| 31 | 29 juillet   | Bob Marley and the Wailers | Legend                          |           |
| 32 | 5 août       | Compilation                | Now That's What I Call Music 3  |           |
| 33 | 12 août      | Compilation                | Now That's What I Call Music 3  |           |
| 34 | 19 août      | Compilation                | Now That's What I Call Music 3  |           |
| 35 | 26 août      | Compilation                | Now That's What I Call Music 3  |           |
| 36 | 2 septembre  | Compilation                | Now That's What I Call Music 3  |           |
| 37 | 9 septembre  | Compilation                | Now That's What I Call Music 3  |           |
| 38 | 16 septembre | Compilation                | Now That's What I Call Music 3  |           |
| 39 | 23 septembre | Compilation                | Now That's What I Call Music 3  |           |
| 40 | 30 septembre | David Bowie                | Tonight                         |           |
| 41 | 7 octobre    | U2                         | The Unforgettable Fire          |           |
| 42 | 14 octobre   | U2                         | The Unforgettable Fire          |           |
| 43 | 21 octobre   | Big Country                | Steeltown                       |           |
| 44 | 28 octobre   | Paul McCartney             | Give My Regards to Broad Street |           |
| 45 | 4 novembre   | Frankie Goes to Hollywood  | Welcome to the Pleasuredome     |           |
| 46 | 11 novembre  | Wham!                      | Make It Big                     |           |
| 47 | 18 novembre  | Wham!                      | Make It Big                     |           |
| 48 | 25 novembre  | Compilation                | The Hits Album                  |           |
| 49 | 2 décembre   | Compilation                | The Hits Album                  |           |
| 50 | 9 décembre   | Compilation                | The Hits Album                  |           |
| 51 | 16 décembre  | Compilation                | The Hits Album                  |           |
| 52 | 23 décembre  | Compilation                | The Hits Album                  |           |
| 53 | 30 décembre  | Compilation                | The Hits Album                  |           |

## Meilleures ventes de l'année
La chanson caritative Do They Know It's Christmas? par le collectif d'artistes Band Aid réalise la meilleure vente de singles de l'année avec plus de 2 400 000 exemplaires écoulés. Stevie Wonder arrive deuxième en ayant vendu 1 820 000 copies de sa chanson I Just Called to Say I Love You tandis que le groupe Frankie Goes to Hollywood se place 3e et 4e avec les titres Relax et Two Tribes vendus respectivement à 1 800 000 et 1 700 000 exemplaires. Careless Whisper de George Michael est 5e grâce à 1 200 000 acheteurs.
| Singles | Albums |
| --- | --- |
| 1. Band Aid – Do They Know It's Christmas? 2. Stevie Wonder - I Just Called to Say I Love You 3. Frankie Goes to Hollywood – Relax 4. Frankie Goes to Hollywood - Two Tribes 5. George Michael - Careless Whisper 6. Wham! - Last Christmas / Everything She Wants 7. Lionel Richie - Hello 8. Black Lace - Agadoo (en) 9. Ray Parker, Jr. - Ghostbusters 10. Wham! - Freedom | 1. Lionel Richie – Can't Slow Down 2. Compilation - The Hits Album 3. Bob Marley and the Wailers - Legend 4. Wham! - Make It Big 5. Compilation - Now That's What I Call Music 3 6. Michael Jackson - Thriller 7. Sade - Diamond Life 8. Frankie Goes to Hollywood - Welcome to the Pleasuredome 9. Billy Joel - An Innocent Man 10. Compilation - Now That's What I Call Music 4 |